# Janet Morris
Œuvres principales
- Série Silistra
- Série Kerrion Empire

Janet Ellen Morris, née le 25 mai 1946 à Boston dans le Massachusetts, est une écrivaine américaine surtout connue pour ses œuvres de fantasy et de science-fiction. Elle a publié une quarantaine de roman depuis ses débuts en 1976.

## Biographie
Janet Morris commence l'écriture en 1976. Elle a publié une quarantaine de romans depuis, dont plusieurs co-écrits avec son mari Chris Morris (en) ou avec d'autres auteurs.
Son premier roman, publié sous le nom de Janet E. Morris, est High Couch of Silistra (en), premier tome d'une tétralogie impliquant un protagoniste féminin. D'après l'éditeur Bantam Books, la tétralogie de Silistra a été publiée à plus de quatre millions d'exemplaires au moment de la publication du quatrième tome The Carnelian Throne (en).